# Adrián Rubio
Guillermo Adrián Rubio (Culiacán, Sinaloa; 17 de febrero de 1977) es un actor, director y productor mexicano.

## Biografía
Nacido en Culiacán, Sinaloa el 17 de febrero de 1977. 

## Carrera
Estudio en el Centro de Formación Actoral de TV Azteca. Se dio a conocer con el personaje del Rolas en el programa La vida es una canción de TV Azteca, quien se encargaba de presentar los episodios. Ha participado en varias telenovelas Mexicanas, así como en obras de teatro. Es también director y productor de teatro así como vocero oficial de microteatro México.

## Filmografía

### Televisión
| Año       | Título                      | Personaje                                 | Notas                                  |
| --------- | --------------------------- | ----------------------------------------- | -------------------------------------- |
| 2003      | Un nuevo amor               | Aquiles                                   |                                        |
| 2005-2007 | La vida es una canción      | El Rolas (presentador)                    |                                        |
| 2005      | Top models                  | Claudio                                   |                                        |
| 2005-2006 | Amor en custodia            | Germán                                    |                                        |
| 2006      | Amor sin condiciones        | Alexander                                 |                                        |
| 2006      | Campeones de la vida        | Danilo Duarte                             |                                        |
| 2010      | La loba                     | Daniel                                    |                                        |
| 2011-2012 | A corazón abierto           | Jorge Valenzuela                          |                                        |
| 2012      | Los Rey                     | Amante de Paola                           |                                        |
| 2012-2013 | La otra cara del alma       | Juan Robles                               |                                        |
| 2013      | Destino                     | Enrique Valencia Carmona                  |                                        |
| 2015      | Caminos de Guanajuato       | Marcos Celaya                             |                                        |
| 2016      | El Chema                    | Freddy Torres                             |                                        |
| 2016      | Un dia cualquiera           | Santiago                                  | Episodio: "Misandría", Historia 3      |
| 2017-2018 | Tres familias               | Padre Ángel                               |                                        |
| 2020      | Como dice el dicho          | Héctor                                    | Episodio: "Al que a su estilo vive..." |
| 2020      | Esta historia me suena      | Diego                                     | Episodio: "Cruz de navajas"            |
| 2021      | Inseparables                | El mismo de participante junto a Mariazel | Reality show                           |
| 2023      | La isla, Desafío en Turquía | Participante                              | Reality show                           |